# Ramon Lazkano
Ramon Lazkano (né à Saint-Sébastien en 1968) est un compositeur basque français et espagnol vivant à Paris.

## Biographie
Ramon Lazkano a suivi les classes de piano et composition au Conservatoire supérieur de Saint-Sébastien avec Francisco Escudero, où il a obtenu son Diplôme supérieur de composition. Reçu au Conservatoire national supérieur de musique de Paris, une bourse de la Gipuzkoako Foru Diputazioa lui permet d'y poursuivre ses études de composition et d'orchestration avec Alain Bancquart et Gérard Grisey. Il y obtient un Premier Prix de composition en 1990. Boursier de la Fondation Sasakawa, il a étudié la composition et l'analyse au Conservatoire de Montréal avec Gilles Tremblay. À son retour à Paris, il a travaillé la direction d'orchestre avec Jean-Sébastien Béreau et Arturo Tamayo, puis il a obtenu le Diplôme d'études approfondies en musique et musicologie du XXe siècle à l'École des hautes études en sciences sociales.
Son concerto pour piano Hitzaurre Bi lui vaut, à 26 ans, le Prix de composition de la fondation Prince-Pierre-de-Monaco. Peu après, en 1997, un jury présidé par Luciano Berio lui décerne le Prix de composition Leonard Bernstein - Jérusalem pour ses Auhen Kantuak. En 2007, l'Académie des beaux-arts lui décerne le Prix Georges Bizet ; il a également été lauréat de l'Institut des arts de la scène et de la musique et du Collège d'Espagne, ainsi que de la Fondation Gaudeamus. Sa résidence auprès du Jeune orchestre national d'Espagne est l'occasion de composer plusieurs œuvres qui ont été jouées, entre autres, à l'Auditorium national de Madrid et au Konzerthaus de Berlin. Il est ensuite invité par l'Université Stanford en 1999 pour présenter sa musique. Il est compositeur en résidence du conservatoire à rayonnement régional de Strasbourg et du Festival Musica en 1999 avec Luis de Pablo. Ses deux séjours à Rome (boursier d'abord à l'Académie espagnole d'histoire, archéologie et beaux-arts, plus tard à l'Académie de France à Rome de 2000 à 2002, - Prix de Rome) lui ont permis de mener une réflexion sur la composition et son propos de nos jours, qui se cristallise en une pensée sur l'intertextualité, la saturation, le silence et l'expérience du son et du temps, qui a fait naître des pièces emblématiques telles que Ilunkor (commandée par l'Orchestre symphonique d'Euskadi, en basque : Euskadiko Orkestra Sinfonikoa), Lur-Itzalak (commandée par le Printemps des Arts de Monte-Carlo) et Ortzi Isilak (commandée par l'Orquesta Nacional de España).
Sa musique, jouée dans de nombreux pays (France, Allemagne, Hollande, Israël, Ukraine, Italie, Espagne, Danemark, Royaume-Uni, Russie, États-Unis, Autriche...) et programmée dans le cadre de festivals prestigieux -tels que Musica de Strasbourg, le Festival d’Automne à Paris, Éclat à Stuttgart, Witten, Ars Musica de Bruxelles, Présences à Radio-France, Gaudeamus Muziekweek à Amsterdam, Société internationale de musique contemporaine à Copenhague, Philharmonic Green Umbrella New Music Series à Los Angeles, Festival de musique contemporaine d'Alicante..., a été interprétée par des orchestres et des ensembles renommés comme l'Orchestre philharmonique de Radio France, l'Orchestre national d'Espagne, les Solistes de l'Orchestre philharmonique de Los Angeles, Ensemble de l'Orchestre national de Russie, l'Orchestre symphonique de Jérusalem, l'Orchestre symphonique de la RTVE, l'Orchestre du Teatre LLiure de Barcelone, les Ensembles 2E2M, Ictus et Accroche Note, le Conjunto Ibérico de Violoncellos, Ensemble Wiener Collage... , ses œuvres ayant reçu des commandes de Radio France, de l'État en France, ABRSM de Londres, Festival de Saint-Sébastien, Orquestra de Cadaqués, Orquesta de la Comunidad de Madrid, Centre pour la diffusion de la musique contemporaine (Espagne), ...
Il a enseigné l'orchestration au conservatoire Strasbourg et la composition à l'École supérieure de musique de Barcelone. Il est actuellement professeur d'orchestration au Centre supérieur de musique du Pays basque Musikene (es).
Coup de coeur musique contemporaine 2019 de l'Académie Charles Cros, pour 
Piano works, annoncé dans l’émission du 22 janvier « Le Concert du Soir » sur France Musique d’Arnaud Merlin, en « après-concert ».

## Œuvres

### Orchestre
- Hauskor (2006) pour octuor de violoncelles et orchestre
- Ttakun (2005-06) pour orchestre
- Ortzi Isilak (2005) pour clarinette et orchestre
- Itaun (2003) pour accordéon et orchestre
- Hilarriak (2002-2003) pour orchestre: 1. Horia 2. Urdina 3. Beltza 4. Muskerra
- Ilunkor (2000-01) pour orchestre
- Zur-Haitz (1999) pour orchestre
- Ilgora (1998) pour orchestre à cordes
- Eriden (1997-98) pour orchestre de chambre
- Hitzaurre Bi (1993) pour piano et orchestre
- Oskorriz (1990) pour orchestre

### Musique de chambre

#### Igeltsoen Laborategia (Laboratoire des Craies)[9]
- Egan-1 (2006) pour ensemble
- Egan-2 (2006-07) pour ensemble
- Egan-3 (2007) pour ensemble
- Wintersonnenwende (2005) pour trio à cordes et célesta
- Wintersonnenwende-2 (2007) pour violoncelle et piano: I-  II-
- Hatsik-1 (2001) pour petite clarinette, trombone, violoncelle et piano
- Hatsik-2 (2002) pour saxophone alto, contrebasse, accordéon et percussion
- Hatsik-3 (2004) pour violon, clarinette, saxophone alto et piano
- Laiotz (2003) cinq pièces pour deux pianos et deux percussions

#### Itzalen Zikloa (Cycle des Ombres)
- Lur-Itzalak (2003) pour violon et violoncelle
- Haize-Itzalak (2002) pour sextuor à cordes
- Su-Itzalak (1991) pour huit violoncelles

#### Autres pièces
- Nahasmahasi (2002) pour flûte, saxophone alto, guitare, pìano et percussion
- Aurresku (2000) pour quatuor de saxophones, piano et 2 percussions
- Hizkirimiri (1999) pour clarinette basse, guitare, marimba et contrebasse
- Ur Loak (1998) pour flûte basse, clarinette contrebasse, double quintette à cordes et deux percussions
- Seaska Kanta (Berceuse) (1998) pour flûte et quintette (ou orchestre) à cordes
- Hodeiertz (1997) pour saxophone alto et percussion
- Sorginkeriak (1995) pour petit ensemble
- Hizpide (1995) pour alto, flûte en sol et guitare
- Hitzaro (1994) pour flûte en sol et guitare
- Izotz (1993) pour quatuor à cordes
- Eskaintza (1992) pour ensemble
- Bihurketak (1991) pour violon, violoncelle et piano
- Quinteto (1991) pour quintette à vent
- Chant III (1990) pour clarinette basse, 3 trombones et 3 violoncelles
- Chant II (1989) pour alto et bande magnétique ou alto principal et quatre altos, créé par Sabine Toutain[10]
- Argilunak (1989) pour saxophone baryton et deux violoncelles

### Musique soliste
- Zintzilik (2005) pour piano à 4 mains
- Presencia (in memoriam Joaquin Homs) (2005)
- Ezkil (2002) pour guitare (scordatura en quarts de ton)
- Aztarnak (2000) pour accordéon
- Gentle Sway (2002) pour piano
- Zortziko (2000) pour piano
- 4. Bakarrizketa (2000) pour piano
- Sorgindantza (2000) pour orgue
- Suziri (1999) pour piano
- Seaska Kanta (Berceuse) (1998) pour piano
- Ilargi Uneak (1996) pour piano :

1. izar
2. ekhi (main gauche)
3. urtzi

- Sonatine (1996) pour guitare en quarts de ton
- Otoitz (1996) pour clarinette
- 3. Bakarrizketa (1996) pour flûte
- 2. Bakarrizketa (1993) pour guitare
- Ekhiez (1988) pour piano (main gauche) 3

### Musique vocale
- Malkoak euri balira (2005) pour 12 voix et guitare. Poème de Xabier Lete.
- Infantia Mea (2004) pour huit voix mixtes. Texte de Saint-Augustin.
- Otoitz baten gisan (2003) pour baryton et orgue. Poème en basque de Xabier Lete.
- Cinco poemas de Luis Cernuda (2000-02) pour voix et octuor de violoncelles:

1. El Prisionero
2. El Viento y el Alma
3. Instrumento Músico
4. El Sino
5. El Intruso

- Canciones de Ausencia (1999) pour voix, guitare et violoncelle. Poèmes de Miguel Hernández.
- The Epilogue (1999) pour chœur d'hommes et ensemble. Texte extrait de La Tempête de William Shakespeare.
- Auhen Kantuak (1993-95, 1997) pour chœurs et orchestre. Textes des Lamentations de Jérémie traduits en basque par Itxaro Borda.
- Hiru seaska kanta eta etsipen abesti bat (1991) pour voix et quatuor à cordes
- Les Djinns (1993) pour chœur d'enfants et orchestre d'harmonie. Poème de Victor Hugo.
- Madrigal (1991) pour cinq voix. Textes de Catulle, Luis Cernuda et Jaime Gil de Biedma.
- Leherketa batetako hotsak (1988) pour baryton, récitant et ensemble. Poème en basque de Patxi Ezkiaga.

### Transcriptions
- J. C. Arriaga - Ouverture "Los esclavos felices" pour l'effectif de la Grande Partita de Mozart
- M. Moussorgsky - Chants et Danses de la Mort pour voix et petit orchestre
- F. G. Lorca - Canciones Antiguas Españolas pour voix et ensemble

### Écrits
- La guitare dans notre imaginaire dans "Guitares croisées - utopie ou réalité?", actes du colloque, CNR de Strasbourg, 2004.
- "Two Feelings" with Helmut Lachenmann dans "Contemporary Music Review", vol. 23, septembre 2004[11].
- El sonido como elemento natural de la deducción compositiva dans "Ontology Studies - Cuadernos de Ontología", vol. 1-2, 2001.
- Préliminaires pour une étude de la polyrythmie dans "Musiker", vol. 11, 1999[12].